# 武備志

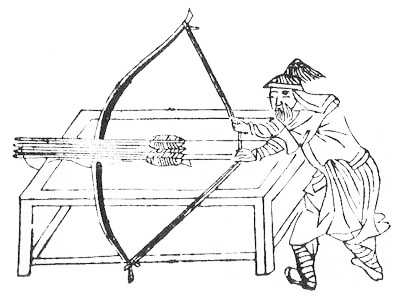

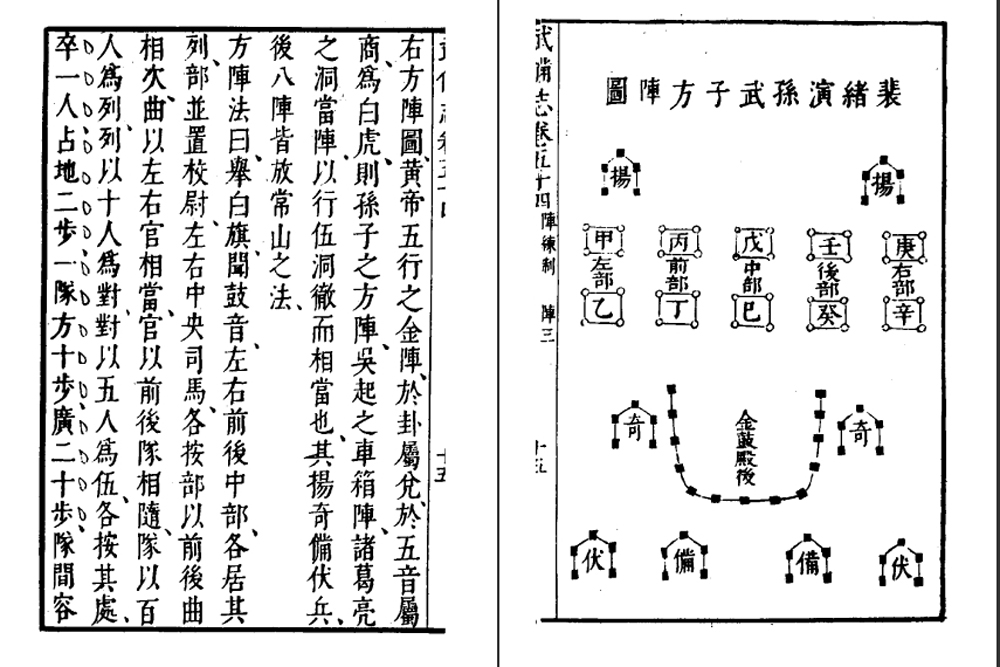

『武備志』（ぶびし）は、中国明代の天啓元年（1621年）に、茅元儀が編纂・刊行した兵法書。全240巻に及び、膨大な図譜を添付する。

## 概要
『武備志』は、以下の5項目からなる。
- 「兵訣評」18巻　「孫子」「呉子」など過去の兵書の要点と評論
- 「戦略考」33巻　春秋から元代までの膨大な戦争の実例を挙げての戦略論
- 「陣練制」41巻　布陣と実戦的訓練について
- 「軍資乗」55巻　営、戦、攻、守、水、火、餉、馬の八項目から軍事技術、兵器、築城など
- 「占度載」93巻　天文気象と卜占について

更に方輿、鎮戍、海防、江防、四夷航海などの地誌航海図を掲載し、「鄭和航海図」「航海天文図」などが含まれる。
また近年は、朝鮮独自の剣術と称される「朝鮮勢法」が図譜とともに解説されていることで知られるようになった。